# Victor Simond
Pour les articles homonymes, voir Simond.
Victor Simond, né le 19 mars 1847 à Saint-Marcellin (Isère) et mort le 14 mai 1911 à Cap-d'Ail, est un patron de presse français.

## Biographie
Fils de Louise Quincieux et d'Isidore Simond, négociant originaire de Romans, Victor-Léon-Joseph-Hyacinthe Simon (la lettre « d » finale a été omise sur son acte de naissance par l'officier d'état civil) est le frère cadet de Valentin Simond et le frère aîné d'Henry Simond (1855-1894), qui feront comme lui carrière dans la presse écrite.
Opposants républicains au Second Empire puis à l'Ordre moral, les frères Simond créent et dirigent plusieurs journaux politiques au début de la Troisième République.
En 1881, Victor Simond fonde avec Henry Maret Le Radical, qu'il dirigera pendant un quart de siècle. Son frère Henry le seconde en tant que directeur-adjoint. Anti-boulangiste, Victor Simond fait partie du comité provisoire de la Société des droits de l'homme et du citoyen, fondée en mai 1888 au siège du Grand Orient de France. 
Lors de l'affaire Dreyfus, Victor Simond s'engage dans le camp dreyfusard, contrairement à son frère aîné, qui fait de l’Écho de Paris l'un des principaux organes des antidreyfusards. En 1899, le directeur du Radical contribue à la formation du gouvernement de « défense républicaine » de Waldeck-Rousseau.
À partir du 5 novembre 1906, Victor Simond apparaît en tant que directeur dans l'ours de l’Aurore (il disparaît de celui du Radical le 22 du même mois).
Malade, il se retire en janvier 1911 dans son propriété du Cap-d'Ail, où il meurt le 14 mai. Lors de l'incinération, au crématorium du Père-Lachaise, des discours sont prononcés par Jean Dupuy au nom du Syndicat de la presse parisienne, par Jules Lermina, représentant de la rédaction de l’Aurore et de l'Association des journalistes républicains (dont Simond était le syndic), et par Bouniol, orateur de la loge maçonnique Victor Hugo, que Simond avait rejointe après avoir été l'un des fondateurs de la loge des Droits de l'Homme. Ses cendres sont ensuite inhumées dans un caveau familial au cimetière de Montmartre.